# Eileen O'Shaughnessy
Eileen Maud O'Shaughnessy (South Shields, Anglaterra, 25 de setembre de 1905 - Newcastle upon Tyne, Anglaterra, 29 de març de 1945) fou una poeta anglesa i la primera esposa de l'escriptor britànic George Orwell.
Fou l'única filla de Marie i Lawrence O'Shaughnessy, treballadors del Servei de Duanes. Va assistir a l'escola Westoe i després es va educar a l'escola secundària de l'església de Sunderland. Va guanyar una beca al St Hugh's College d'Oxford, i va fer un màster en psicologia de l'educació al University College de Londres.
Va conèixer Orwell el 1935 i es va casar amb ell l'any següent a Wallington, Hertfordshire. Poc després del seu casament, ella el va portar a Barcelona per participar en la Guerra Civil. Hi va treballar de voluntària fent d'enllaç pels britànics que arribaven a Catalunya per lluitar en el bàndol republicà. Van tornar a Anglaterra l'any següent, després que Orwell rebés un tret en combat, on l'autor escriuria Homenatge a Catalunya.
El juny de 1944, O'Shaughnessy i Orwell van adoptar un nen de tres setmanes a qui van anomenar Richard Horatio Blair (el nom real d'Orwell era Eric Arthur Blair). O'Shaughnessy va morir a la primavera de 1945 durant una operació.
Alguns estudiosos literaris creuen que O'Shaughnessy va tenir una gran influència en l'escriptura d'Orwell. Per exemple, es creu que la novel·la clàssica d'Orwell 1984 (títol original Nineteen Eighty-Four) pot haver estat influenciat per un dels poemes d'O'Shaughnessy, End of the Century, 1984, encara que aquesta teoria no s'ha demostrat. El poema va ser escrit l'any 1934 amb motiu del 50è aniversari de l'escola secundària de Sunderland Church i esperava amb interès el 100è aniversari de l'escola el 1984. Tot i que el poema va ser escrit un any abans que O'Shaughnessy conegués Orwell, hi ha semblances sorprenents entre la visió del futur del poema i la d'Orwell de 1984, com per exemple l'ús del control mental i l'erradicació de la llibertat personal per part de l'estat policial. També es creu que O'Shaughnessy va ajudar a Orwell a escriure Comrade Napoleon (títol original d'Animal Farm).
El març del 2022 es va descobrir una placa commemorativa a South Tyneside, a Anglaterra. Eileen O’Shaughnessy fou una de les homenatjades per l'Ajuntament de Barcelona en la campanya Ciutat de Dones, el març de 2023.